# Humatas
Humatas es un barrio ubicado en el municipio de Añasco en el estado libre asociado de Puerto Rico. En el Censo de 2010 tenía una población de 756 habitantes y una densidad poblacional de 98,25 personas por km².

## Geografía
Humatas se encuentra ubicado en las coordenadas 18°18′33″N 67°6′23″O / 18.30917, -67.10639. Según la Oficina del Censo de los Estados Unidos, Humatas tiene una superficie total de 7.69 km², que corresponden a tierra firme.

## Demografía
Según el censo de 2010, había 756 personas residiendo en Humatas. La densidad de población era de 98,25 hab./km². De los 756 habitantes, Humatas estaba compuesto por el 87.57% blancos, el 4.1% eran afroamericanos, el 0.93% eran amerindios, el 6.61% eran de otras razas y el 0.79% pertenecían a dos o más razas. Del total de la población el 99.87% eran hispanos o latinos de cualquier raza.